# Reginald Goodall
Reginald Goodall est un chef d'orchestre anglais, né le 13 juillet 1901 à Lincoln et mort le 5 mai 1990.
Il fut notable pour ses performances du répertoire de Wagner et de Benjamin Britten.

## Carrière
Dans son enfance, il vécut à Lincoln et entre à 9 ans dans la manécanterie locale, où il apprit le chant choral et fut initié à Wagner par un enseignant, Dr G.J. Bennett, qui avait étudié à Berlin et Munich.
Son père ayant été condamné pour faux et usage de faux, il fut envoyé vivre chez des parents à Springfield (Massachusetts).
Ayant quitté l'école à 15 ans, il devint mécanicien et l'année suivante entra au conservatoire, dont il sortit à 19 ans, s'établissant à Dundas (Ontario).
Il étudia au Royal College of Music à la suite d'une rencontre avec Sir Hugh Allan et devint organiste à l'église St Alban’s à Holborn, dont il s'occupa de la chorale avec distinction.
La seconde guerre mondiale affecta sa carrière: ses opinons extrêmes lui attirèrent l'attention des autorités.
Il dirigea en tant que chef d'orchestre l'orchestre symphonique du Wessex, créé à partir de l'orchestre municipal de Bournemouth, ayant perdu 46 membres.
En 1944 il entre à l'opéra Sadler; Britten demanda à ce que ce soit Goodall qui assure la première de Tanglewood, qui fut un triomphe.
Sa carrière brillante s’acheva en 1986, pour l'acte 3 de Parsifal.

## Opinions politiques
Au cours des années 30, il se prit de sympathie pour le régime nazi,qu'il voyait comme le défenseur de la civilisation germanique. Il se plaignait de l'afflux de réfugiés musiciens juifs ainsi que du fait que la BBC les emploie.
Proche d'Oswald Mosley, il adhéra à la BUF cinq jours après le commencement de la seconde guerre mondiale, et fut interné pour avoir exprimé publiquement ses sympathies avec le Reich.
La fin de la guerre n'amena aucun changement dans ses opinions: en 1946, lors d'une tournée en Allemagne avec son orchestre, il dit à un musicien qui avait visité Bergen-Belsen que ce n'était qu'une fiction cinématographique.